# Paralmi
Paralmi (en népalais : पराल्मी) est un comité de développement villageois du Népal situé dans le district de Gulmi. Au recensement de 2011, il comptait 2 895 habitants.